# 솔 에지 보이/기모노 제트 걸
〈솔 에지 보이/기모노 제트 걸〉(일본어: ソウルエッジボーイ/キモノジェットガール 소우루엣지보이 / 키모노젯토가루[*])는 일본의 음악 그룹 AAA의 여덟 번째 싱글이다. 2006년 7월 19일에 에이벡스 트랙스에서 발매됐다.

## 개요
- 첫 양면 A 사이드 싱글이다. CD ONLY · CD+DVD(boys반) · CD+DVD(girls반)으로 처음으로 세 가지의 형태로 발매됐다.

## 수록내용

### CD+DVD boys반
CD
1. 솔 에지 보이(ソウルエッジボーイ)
  - 작사: 사사키 오사무 / 작곡: 오니시 카츠미 / 편곡: 시바사키 히로시

라그나로크 온라인 이미지송
남성 멤버에 의한 곡. 편곡에 abingdon boys school의 시바사키 히로시를 기용했다. 디지털 록 넘버.
2. 기모노 제트 걸(キモノジェットガール)
  - 작사 · 작곡: 21st Century Stars (ROLLY Ster KATO Ster) / 편곡: 요시모토 마사타카

여성 멤버에 의한 곡.
3. 아름다운 하늘(きれいな空) (Live Version)
4. 솔 에지 보이 (Instrumental)
5. 기모노 제트 걸 (Instrumental)

DVD
1. 솔 에지 보이（Music Clip）

### CD+DVD girls반
CD
1. 솔 에지 보이
2. 기모노 제트 걸
3. 아름다운 하늘 (Live Version)
4. 솔 에지 보이 (Instrumental)
5. 기모노 제트 걸 (Instrumental)

DVD
1. 기모노 제트 걸（Music Clip）

### CD ONLY
1. 솔 에지 보이
2. 기모노 제트 걸
3. Friday Party (Live version)
4. 솔 에지 보이 (Instrumental)
5. 기모노 제트 걸 (Instrumental)